# クルト・マグヌス
クルト・マグヌス（Kurt Magnus、1912年9月8日 - 2003年12月12日)はドイツ人の宇宙工学者。

## 概要
ジャイロスコープの専門家で第二次世界大戦中はヘルムート・グレトルップ達と共にV2ロケットの誘導制御関係の開発に従事した。
ドイツの敗戦後、1946年から1953年にかけてグロドミリャ島に隔離されてロケットの誘導関係の開発やカプースチン・ヤールでの鹵獲されたV2ロケットの打ち上げに従事した。帰国後は大学教授になった。1983年ヴィルヘルム・エクスナー・メダル受賞。

## 著書
- Kurt, Magnus (1999). Raketensklaven. Deutsche Forscher hinter rotem Stacheldraht. Elbe-Dnjepr-Verlag. ISBN 9783421066350
- クルト・マグヌス 著、津守滋 訳『ロケット開発収容所・ドイツ人科学者のソ連抑留記録』サイマル出版会、1996年。ISBN 4-377-31074-7。